# György Cseszneky
El Comte György Cseszneky era un aristòcrata hongarès del segle xvi. Membre de la família Cseszneky. L'any 1526, quan es va lliurar la desastrosa batalla amb els turcs i Lluís II d'Hongria i Bohèmia va morir en el camp de batalla, György Cseszneky va ser el propietari dels castells Tata i Komárom. En la lluita per la corona hongaresa entre el cap de l'exèrcit Joan Zapolya i l'arxiduc Ferran d'Habsburg, va suportar l'exigència de Ferran. Això no obstant, quan el comandant de Zápolya Gáspár Ráskai va assetjar el castell de Tata, György abdicar forçadament davant de la superioritat bèl·lica i va haver d'entregar el castell. Després, va anar a Pozsony a demanar ajuda a La Reina Maria. L'any 1528 ell i Tamás Nádasdy van ocupar el castell de Győr per Ferran d'Habsburg. La reina Maria, vídua del Rei Lluís II i germana de Ferran, el va anomenar Jutge del tribunal reial de Győr.
L'any 1532, quan l'Emperador Carles V havia enviat Garcilaso de la Vega a l'exili en una illa al Danubi, el Comte Cseszneky va ser responsable del proveïment del poeta espanyol. Més tard, György va esdevenir un seguidor devot del Protestantisme i defensor de la fe Luterana. El Rei Ferran li va atorgar el títol de Magnat d'Hongria, concedit a ell per l'ús correcte del vermell lacrat i li va donar alguns estats, entre els quals: Kisbabot, Enese, Rábacsécsény i els pobles d'Utal.